# Bahnhof Worms-Pfeddersheim
Der Haltepunkt Worms-Pfeddersheim ist ein Haltepunkt und ehemaliger Bahnhof im Wormser Stadtteil Pfeddersheim. Er ist neben dem Wormser Hauptbahnhof einer von zwei in Betrieb befindlichen Personenbahnhöfen im Stadtgebiet der rheinhessischen Stadt Worms. Er wird vom Bahnhofsmanagement Mainz verwaltet. Das Empfangsgebäude gilt heute als Kulturdenkmal.

## Geschichte
Das Empfangsgebäude wurde 1884 im Zuge des Baus der Rheinhessenbahn von der Hessischen Ludwigsbahn errichtet. Es weist dabei eine für die damalige Zeit großzügige, aber dennoch eine für mittelgroße Gemeinden typische Größe eines Empfangsgebäudes auf.
Der dreigeschossige Bau wurde aus Sandsteinquadern mit einem flach geneigten Satteldach errichtet. Der Bau ist des Weiteren axial mit hervorgehobener Mittelachse und einem Zwerchgiebel gestaltet worden. Der neoklassizistische Bau weist zudem durchgehend sachliche Formen mit ausgewogenen Proportionen auf. Als das Empfangsgebäude gebaut wurde, erhielt es im Obergeschoss Wohnungen, die Räume des Erdgeschosses dienten als Diensträume und für Reisende. In den folgenden Jahrzehnten folgte eine Erweiterung des Empfangsgebäudes um einen erdgeschossigen Anbau nach Westen, der als Warteraum diente. Er erhielt ebenfalls ein Satteldach. Das Gebäude ist heute ein Kulturdenkmal aufgrund des Denkmalschutzgesetzes des Landes Rheinland-Pfalz. 1985 wurde das Gebäude um den Anbau eines Stellwerks in Fachwerk ergänzt.
Im östlichen Bahnhofsbereich zweigte seit 1899 ein heute stillgelegtes Anschlussgleis zur Konservenfabrik Braun ab, das nordwärts in der Brückenstraße verlief und dort auch über einen längeren Abschnitt noch zu sehen ist.
Mit Inbetriebnahme des elektronischen Stellwerks Rheinhessen-Weinstraße 2004 wurde der Bahnhof Pfeddersheim betrieblich zu einem Haltepunkt, der Zwischenbahnsteig durch einen Außenbahnsteig am südlichen Richtungsgleis ersetzt.

## Zugbetrieb

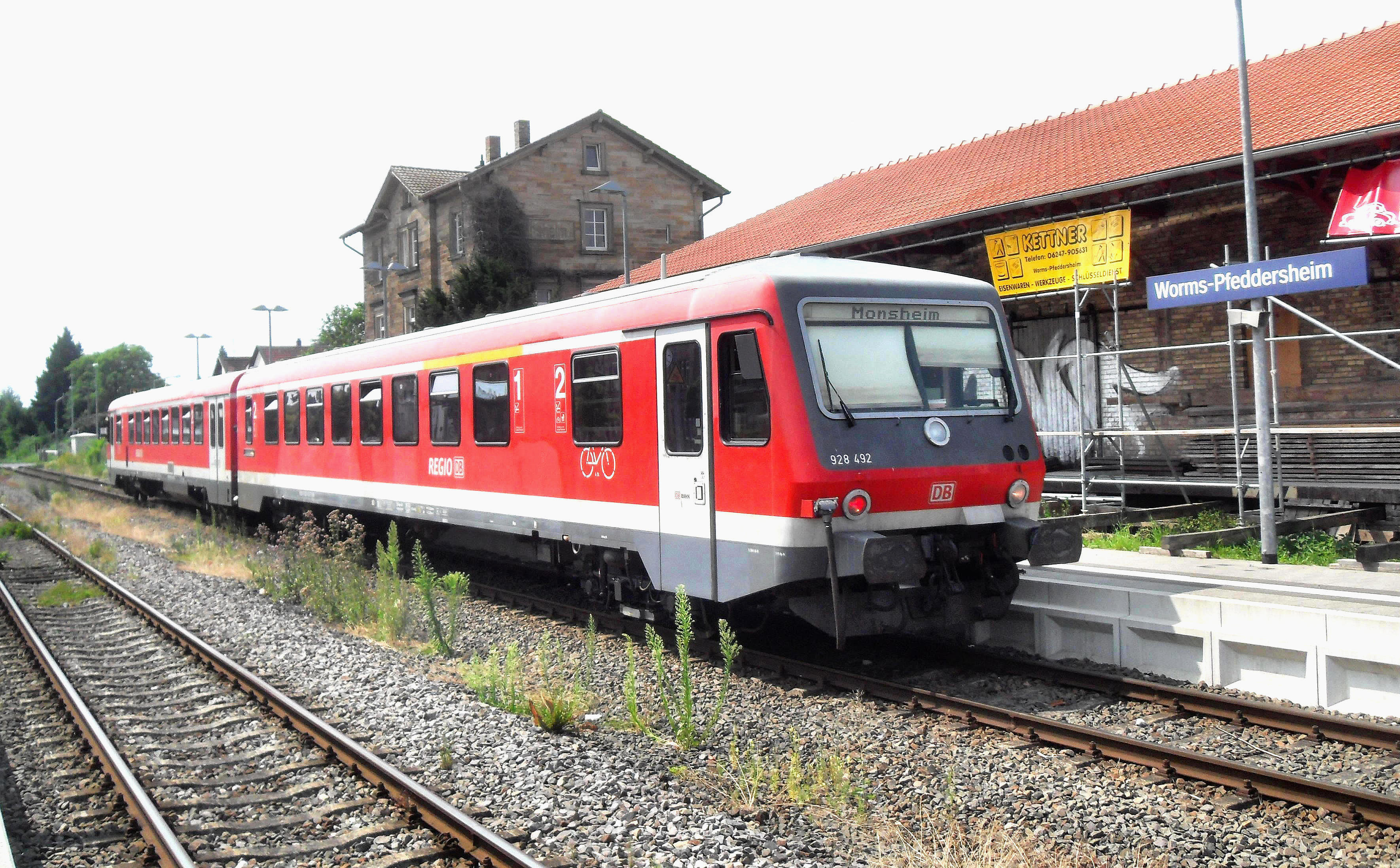
Regionalbahn mit Triebwagen der DB-Baureihe 628 in Pfeddersheim auf dem Weg nach Monsheim über die Rheinhessenbahn (2009)

In Worms-Pfeddersheim halten heute ausschließlich Regionalbahnen. Die größeren Städte Bingen am Rhein, Alzey und Worms sind direkt sowie Mainz, Frankfurt am Main, Ludwigshafen am Rhein und Mannheim mit einem Umstieg zu erreichen. Die Regionalbahnen fahren hier im Stundentakt, in der Hauptverkehrszeit zwischen Monsheim und Worms halbstündlich. So ist Pfeddersheim günstig mit den Metropolregionen Rhein-Neckar und Rhein-Main verbunden.
| Linie                    | Strecke | Taktfrequenz                                                                                    |
| ------------------------ | --- | ----------------------------------------------------------------------------------------------- |
| RB 35                    | Worms Hbf – Worms-Pfeddersheim – Monsheim – Alzey – Armsheim – Gau-Bickelheim – Gensingen-Horrweiler – Bingen (Rhein) Stadt | Stundentakt, zwischen Worms und Monsheim in der werktäglichen Hauptverkehrszeit Halbstundentakt |
| Stand: 15. Dezember 2024 | |                                                                                                 |

## Infrastruktur

### Empfangsgebäude

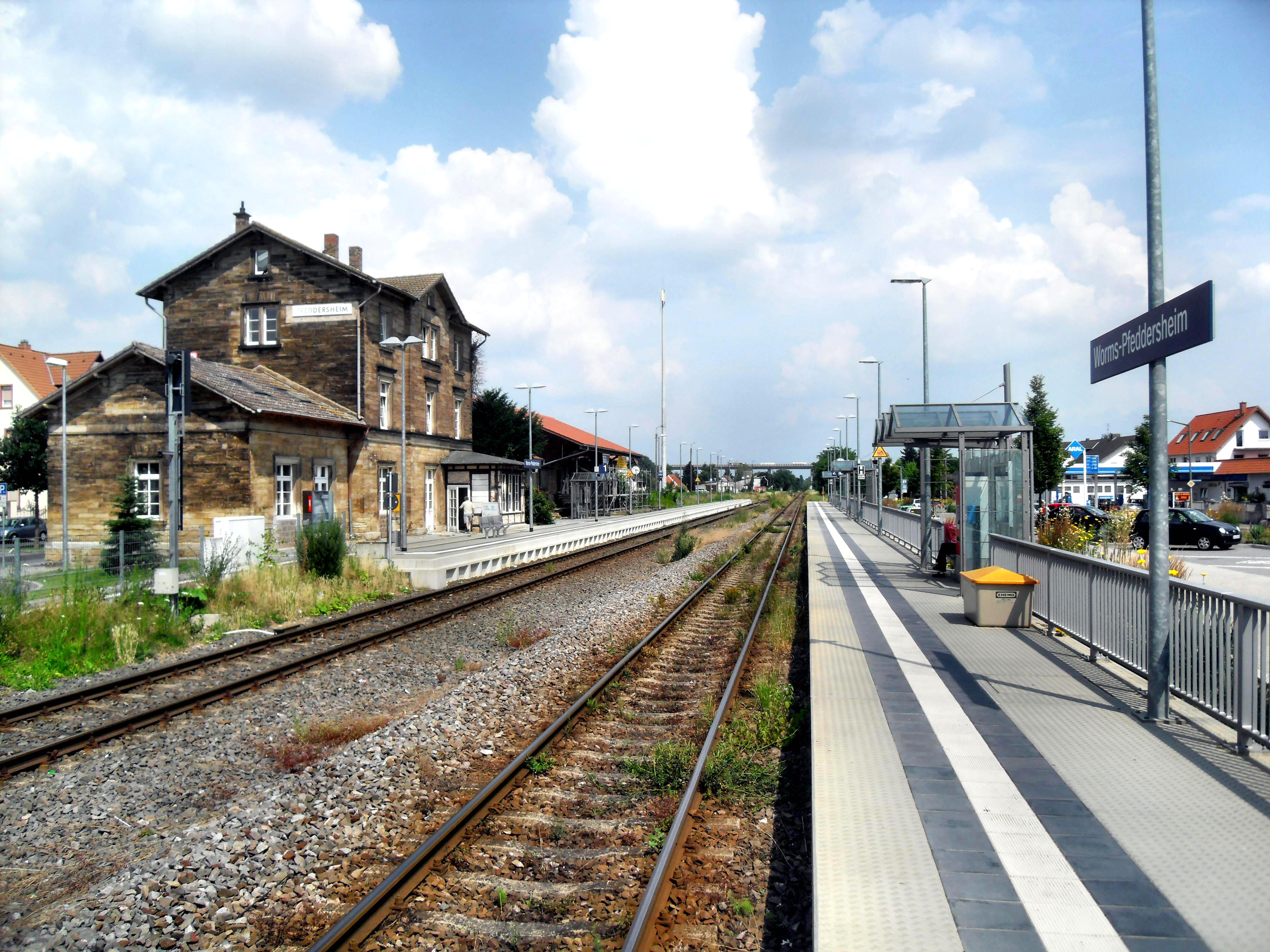
Die Bahnsteiganlagen mit dem Empfangsgebäude, Blick in Fahrtrichtung Worms Hauptbahnhof

Nördlich des Bahnsteiges zu Gleis 1 befindet sich das 1884 erbaute Empfangsgebäude. Heute ist es für Reisende verschlossen; hier befinden sich Wohnungen.

### Bahnsteiganlagen
Der Haltepunkt Worms-Pfeddersheim hat zwei Bahnsteige mit zwei Gleisen. Der Bahnsteig zu Gleis 1 ist dabei der Hausbahnsteig.
Von Gleis 1 fahren die Züge Richtung Alzey und Bingen (Rhein) Stadt ab, während Gleis 2 für die Züge in Richtung Worms genutzt wird. Beide Bahnsteige sind durch die Frankenthaler Straße zu erreichen, die etwas westlich der Bahnsteige des Bahnhofs die Rheinhessenbahn kreuzt. Außerdem ist der Bahnhof gut durch die unmittelbar südlich verlaufende Bundesstraße 47 zu erreichen.
Beide Bahnsteige sind zudem barrierefrei durch Rollstuhlrampen zu erreichen.
Des Weiteren befinden sich auf dem Bahnhofsvorplatz zahlreiche Fahrradabstellanlagen.

### Anschluss an den ÖPNV

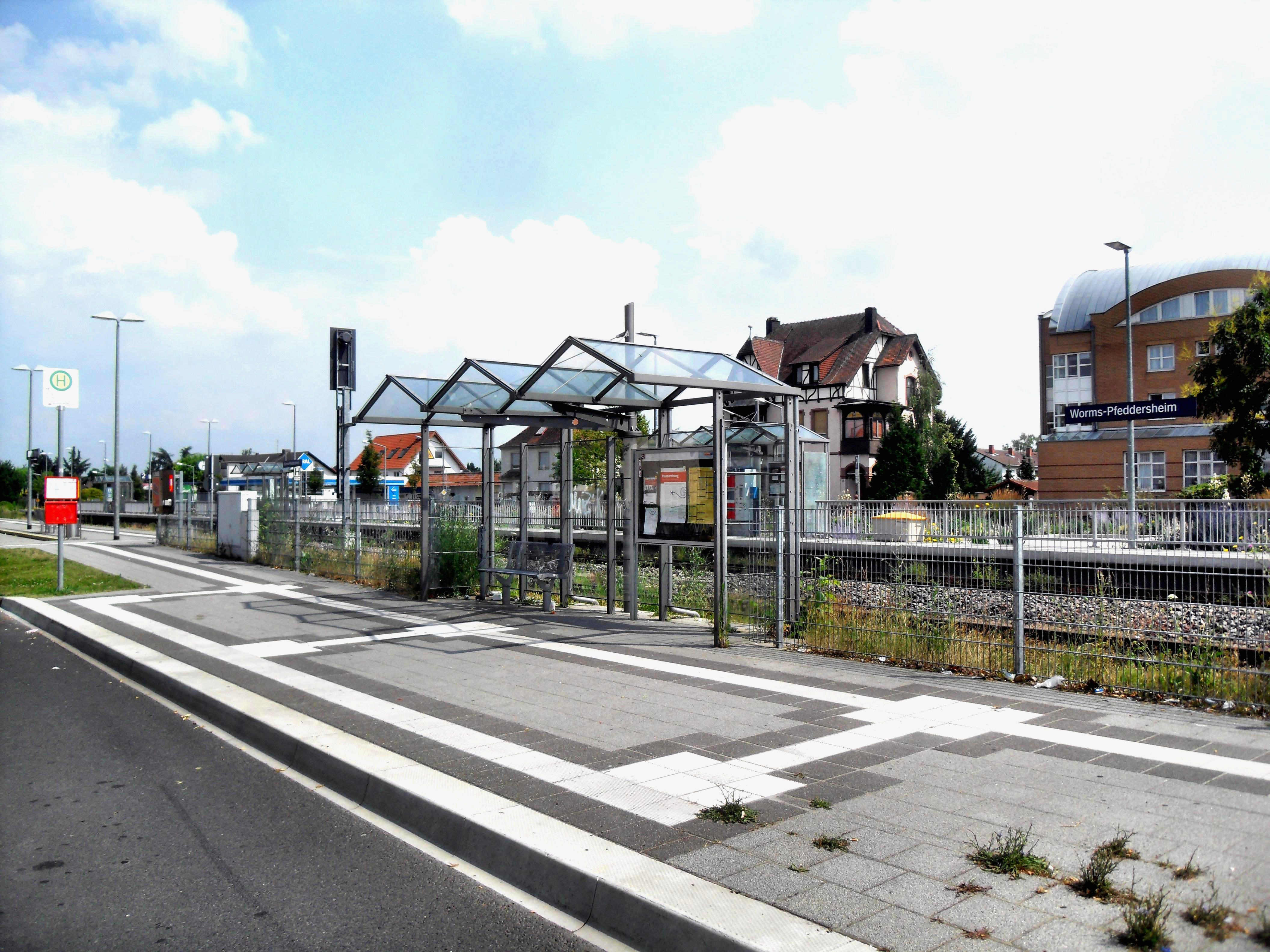
Bushaltestelle auf dem Bahnhofsvorplatz

Auf dem Bahnhofsvorplatz ist eine Haltestelle, an der Busse der Linie 405 halten. Im Spätverkehr verkehrt außerdem die Linie 415. Alle Verbindungen werden von der Busverkehr Rhein-Neckar GmbH (BRN) angeboten. Zu erreichen sind so der Wormser Hauptbahnhof sowie das Wormser Stadtgebiet. Zudem verkehren Ruftaxis der Linie 4903 nach Flörsheim-Dalsheim.
Des Weiteren befinden sich in der Nähe zahlreiche Parkplätze für Reisende.